# BC Partners
BC Partners ist ein internationales Beteiligungsunternehmen, das in den Bereichen Private Equity, Credit und Immobilien in Europa und Nordamerika tätig ist. Das verwaltete Vermögen beträgt mehr als 40 Milliarden Euro (Stand: November 2022).
BC Partners wurde 1986 gegründet und spielt seit über drei Jahrzehnten eine aktive Rolle bei der Entwicklung des europäischen Buy-out-Markts. Seit der Gründung hat BC Partners mehr als 126 Private-Equity-Investments in Unternehmen in 18 Ländern mit einem Gesamtwert von mehr als 161 Milliarden Euro getätigt (Stand: November 2022). Derzeit investiert das Unternehmen die Mittel seines elften Private-Equity-Fonds, der Anfang 2022 mit Kapitalzusagen in Höhe von 6,9 Milliarden Euro geschlossen wurde.

## Private Equity
Derzeit gehaltene Unternehmensbeteiligungen (Stand: November 2022)
Deutschland:
- Aenova, Lohnhersteller für die Pharmaindustrie, seit 2012; nach Verkauf an Kühne Holding im Jahr 2024 nur noch Minderheitsanteil[5]
- CeramTec, Hochleistungskeramik für Medizin und Industrie, seit 2018 (seit 2021 in veränderter Eigentümerstruktur)
- PlusServer, IT-Dienstleister, seit 2017
- Springer Nature, Wissenschaftsverlag, seit 2013
- Tentamus, Lebensmittel- und Pharmadiagnostik, seit 2021

Außerhalb Deutschlands:
- Advanced, Software, seit 2019
- Cigierre, Restaurantkette, seit 2016
- Cyxtera, Datencenter-Betreiber, seit 2017
- Davies, Versicherungstechnologie, seit 2021
- DentalPro, Betreiber von Zahnkliniken, seit 2017
- Dümmen Orange, Zucht von Schnittblumen und Zierpflanzen, seit 2015
- EAB, Bildungstechnologie, seit 2021
- Forno d’Asolo, Backwaren, seit 2018
- GardaWorld, Sicherheitsdienstleistungen, seit 2019
- I.M.A. Industria Macchine Automatiche S.p.A, Maschinenbau, seit 2020
- iQera, Finanztechnologie, seit Oktober 2017
- Keesing, Entwickler hochwertiger Rätsel zur Förderung der mentalen Gesundheit, seit 2021
- Keter, Konsumgüter aus Kunstharz, seit 2016
- NAVEX, Inc., Software für Risiko- und Compliance-Management, seit 2018
- Presidio, IT-Dienstleister für digitale Infrastruktur, Cloud- und Sicherheitslösungen, seit 2019
- Pronovias, Brautkleider, seit 2017
- Shawbrook, Finanzdienstleister, seit 2017
- Synthon, Entwickler von Generika, seit 2019
- United Group, Kabelnetzbetreiber, seit 2019
- Valtech, Entwickler von kommerziellen digitalen Plattformen, seit 2021
- VetPartners, Tierarztpraxen und -kliniken, seit 2018
- Women’s Care Enterprises, Gesundheitsservices für Frauen, seit 2020
- Zest, Zahnimplantate, seit 2018

## Credit
Der Bereich Credit wurde Anfang 2017 als Ergänzung zum lange etablierten Geschäft mit Unternehmensbeteiligungen (Private Equity) geschaffen. Er bietet flexiblere Finanzierungslösungen an, darunter Unternehmenskredite und Minderheitsbeteiligungen. Im März 2022 gab BC Partners den Start seines zweiten Fonds in diesem Bereich (Opportunistic Credit Interval Fund OCIF) bekannt.

## Immobilien
Im Januar 2022 teilte das Unternehmen mit, dass es seinen ersten Immobilienfonds BC Partners European Real Estate I mit einem Volumen von rund 900 Millionen Euro geschlossen hat. Der ursprüngliche Zielkorridor von 500 bis 700 Millionen Euro sei damit deutlich übertroffen worden.